# Jure Zdovc
Jurij "Jure" Zdovc (nacido el 13 de diciembre de 1966 en Maribor) es un entrenador de baloncesto esloveno, que anteriormente tuvo una larga trayectoria como jugador llegando a ser internacional por Yugoslavia con la que ganó un total de 4 medallas en grandes eventos internacionales, y con Eslovenia. 

## Trayectoria deportiva
Comenzó su carrera deportiva en las categorías inferiores del Comet Slovenske Konjice para posteriormente fichar por el KK Union Olimpija de Liubliana, equipo con el que lograría conquistar 2 títulos de liga, 3 copas de Eslovenia y una liga del Adriático.
Más tarde iniciaría una dilatada experiencia internacional que le llevó a jugar por distintos equipos de varios países europeos tales como Virtus Bologna, CSP Limoges (con el que se proclamó campeón de la Euroliga y de la liga francesa 1992-93), Iraklis BC, Helios Domžale, Paris Basket Racing, Panionios BC, o KK Split.
Jugando para la selección de Yugoslavia consiguió hacerse con las medallas de Oro en el Campeonato del Mundo de Argentina 90 y de los Eurobasket de Yugoslavia 1989 y de Italia 1991. Además también ganó una medalla de plata en los Juegos Olímpicos de Seúl 1988. La medalla de oro del Eurobasket 1991 la recibió 14 años después. Yugoslavia empezaba a desmembrarse y el gobierno de Eslovenia el 25 de junio de 1991, días antes de las semifinales del Europeo de Roma, proclamó la independencia del país, lo que provocó una breve guerra de 8 días entre el ejército yugoslavo y las fuerzas eslovenas. El gobierno esloveno ordenó a Zdovc que abandonase la selección de Yugoslavia, algo que el jugador cumplió con las lágrimas en los ojos.
Una vez abandonada la práctica activa del baloncesto se convirtió en entrenador llegando a dirigir al Krka Novo Mesto, KK Split, Iraklis BC, KK Union Olimpija, KK Bosna Sarajevo, Spartak San Petersburgo,  entre otros.
En mayo de 2020, firma como entrenador del Metropolitans 92 de la Liga Nacional de Baloncesto de Francia.
El 8 de octubre de 2021, firma como entrenador del Žalgiris Kaunas de la Lietuvos Krepšinio Lyga. El 11 de abril de 2022, es destituido como entrenador del Žalgiris Kaunas y sustituido por Kazys Maksvytis.

## Trayectoria

### Jugador
- AŠK Lubiana  (1983-1991)
- Virtus Pallacanestro Bologna (1991-1992)
- CSP Limoges  (1992-1993)
- Iraklis Salónica BC   (1993-1997)
- Paris Basket Racing   (1997)
- Tofaş Bursa  (1997)
- KK Union Olimpija   (1998-2000)
- Panionios BC  (2000-2001)
- KK Union Olimpija  (2001-2002)
- Slovan Lubiana  (2002-2003)
- KK Split  (2003)

### Entrenador
- Krka: (2003-2004)
- Split: (2004)
- Geoplin Slovan: (2004-2005)
- Iraklis: (2005)
- Union Olimpija: (2006-2007): (Director deportivo)
- Bosna Sarajevo: (2007-2008):
- Union Olimpija: (2009-2011)
- Selección de baloncesto de Eslovenia: (2009)
- Spartak Saint Petersburg: (2011–2013)
- Royal Hali Gaziantep : (2013–2015)
- Selección de baloncesto de Eslovenia: (2014-2015)
- AEK Atenas B.C.: (2015-2017)
- KK Cedevita: (2017-2018)
- Union Olimpija: (2019-2020)
- Metropolitans 92: (2020-2021)
- Žalgiris Kaunas: (2021-2022)

## Palmarés

### Club

#### Trofeos nacionales
- Liga de Francia: 2

CSP Limoges: 1992-93
Paris Basket Racing: 1996-97
- Liga eslovena: 1

KK Union Olimpija: 1998-99
- Copa de Eslovenia: 3

KK Union Olimpija: 1999, 2000, 2002
- Liga de Croacia: 1

KK Split: 2002-03

#### Trofeos internacionales
- Euroliga: 1

CSP Limoges: 1992-93
- Liga adriática: 1

KK Union Olimpija: 2001-02